# Червонопольский сельский совет (Бердянский район)
Червонопольский сельский совет (укр. Червонопільська сільська рада) — входит в состав
Бердянского района
Запорожской области
Украины.
Административный центр сельского совета находится в 
с. Червоное Поле
.

## Населённые пункты совета
- с. Червоное Поле
- пос. Бердянское
- с. Деревецкое